# Elops hawaiensis
Elops hawaiensis és una espècie de peix pertanyent a la família dels elòpids.

## Descripció
- Pot arribar a fer 120 cm de llargària màxima[3] (normalment, en fa 50)[4] i 10,1 kg de pes.
- 23-27 radis tous a l'aleta dorsal i 14-18 a l'anal.
- Totes les aletes sense espines.
- Les escates són molt petites, tenint-ne al voltant de 100 a la línia lateral.[5]

## Reproducció
Té lloc en alta mar i les larves s'atansen a la costa a mesura que es desenvolupen.

## Alimentació
Menja peixos i crustacis.

## Hàbitat
És un peix d'aigua dolça, salabrosa i marina; bentopelàgic; costaner; pelàgic-nerític; anàdrom i de clima tropical (41°N-22°S, 92°E-153°W) que viu entre 1 i 30 m de fondària, el qual entra a les badies, estuaris i manglars. De vegades, entra també en corrents d'aigua dolça, però no s'allunya massa de la costa.

## Distribució geogràfica
Es troba al Pacífic occidental central.

## Observacions
És inofensiu per als humans, apreciat pels afeccionats a la pesca esportiva i comercialitzat fresc, congelat o com a farina de peix.